# 4806 Miho
4806 Miho è un asteroide della fascia principale. Scoperto nel 1990, presenta un'orbita caratterizzata da un semiasse maggiore pari a 2,2300078 UA e da un'eccentricità di 0,0977458, inclinata di 5,24132° rispetto all'eclittica.